# 杨泉明
杨泉明（1955年10月—），男，汉族，四川旺苍人，中华人民共和国政治人物。

## 生平
1982年1月毕业于四川师范学院政教系。1982年2月后任教于四川师范大学政教系。1984年9月攻读吉林大学法学院宪法学专业研究生，1986年7月获法学硕士学位。1994年8月，任四川师范大学校长（－1998年6月）。1997年3月，任四川师范大学党委书记。2000年5月，任四川省教育厅厅长。2004年7月，任四川大学党委书记。2016年10月，不再担任四川大学党委书记。